# دمیتری شوچنکو (شمشیرباز)
دمیتری شوچنکو (روسی: Дмитрий Степанович Шевченко؛ زادهٔ ۱۳ نوامبر ۱۹۶۷) شمشیرباز اهل روسیه بود.
وی در مسابقات کشوری و بین‌المللی در مجموع برندهٔ ۱ مدال طلا، ۱ مدال برنز شده‌است.